# Baalberge
Baalberge is een plaats en voormalige gemeente in de Duitse deelstaat Saksen-Anhalt, en maakt deel uit van de Landkreis Salzlandkreis.
Baalberge telt 1.405 inwoners.